# ガンシャイ
『ガンシャイ』（原題：Gun Shy）は、2000年制作のアメリカ合衆国のクライム・ロマンティック・コメディ映画。
『21ジャンプストリート』などのテレビドラマの脚本を執筆しているエリック・ブレイクニーの映画監督デビュー作品。
サンドラ・ブロックが製作も兼ねている。

## あらすじ
チャーリーは18年間おとり捜査一筋でやってきた麻薬取締局の伝説的な覆面捜査官だったが、ある日、潜入捜査中に正体がバレてしまい、殺される寸前の恐怖を体験する。
これで自信をなくしたチャーリーは引退を申し出るが認められず、新たな潜入捜査のためニューヨークへ派遣される。しかし、潜入捜査の最中にストレス性の腹痛を起こし、病院へ駆け込む。チャーリーはそこで美しく優しい看護師ジュディと出会う。
チャーリーは彼女に癒されることで何とか恐怖に耐えながら、捜査の核心に迫っていく。

## キャスト
| 役名           | 俳優                     | 日本語吹替 |
| -------------- | ------------------------ | ---------- |
| チャーリー     | リーアム・ニーソン       | 金尾哲夫   |
| ジュディ       | サンドラ・ブロック       | 日野由利加 |
| フルヴィオ     | オリヴァー・プラット     | 楠見尚己   |
| フィデル       | ホセ・ズニーガ           | 桐本琢也   |
| エストゥヴィオ | マイケル・デロレンツォ   | 清水敏孝   |
| ジェイソン     | アンドリュー・ラウアー   | 村治学     |
| グロリア       | メアリー・マコーマック   | 柳沢真由美 |
| ヘルベンショー | ミッチ・ピレッジ         | 長克巳     |
| ハワード       | ポール・ベン＝ヴィクター | 石井隆夫   |
| カーマイン     | フランク・ヴィンセント   | 斎藤志郎   |
| エリオット     | リチャード・シフ         | 小形満     |
| ブレックナー   | マイケル・マンテル       | 根本泰彦   |
| ロニー         | ルイス・ジャンバルボ     | 松井範雄   |
| ジュニパー     | マイケル・ウェザリー     | 奥田啓人   |
| マーク         | ベン・ウェバー           | 河野智之   |
| ジョナサン     | グレッグ・ダニエル       | 斉藤次郎   |
| エリオットの妻 | ミシェル・ジョイナー     | 大野エリ   |

## 音楽
2000年2月4日、サウンドトラックがハリウッド・レコードからリリースされた。

### サウンドトラック
| #   | タイトル                           | 作詞 | 作曲・編曲 | アーティスト名           |
| --- | ---------------------------------- | ---- | ---------- | ------------------------ |
| 1.  | 「Blue Skies for Everyone」        |      |            | Bob Schneider            |
| 2.  | 「Under the Sun」                  |      |            | Big Kenny                |
| 3.  | 「Drunk is Better Than Dead」      |      |            | The Push Stars           |
| 4.  | 「Round & Round」                  |      |            | Bob Schneider            |
| 5.  | 「This Time」                      |      |            | ロス・ロボス             |
| 6.  | 「Is It Too Late?」                |      |            | World Party              |
| 7.  | 「More Than Rain」                 |      |            | トム・ウェイツ           |
| 8.  | 「It's a Man's Man's Man's World」 |      |            | ジェームス・ブラウン     |
| 9.  | 「Staysha Brown」                  |      |            | The Scabs                |
| 10. | 「I'm Your Boogie Man」            |      |            | KC and the Sunshine Band |
| 11. | 「Start the Commotion」            |      |            | The Wiseguys             |
| 12. | 「Caro Mio Ben」                   |      |            | Helga Bullock            |